# Санктуариум
Санктуариум в римокатолицизма е светилище, свято място, в което е издигнат храм за богомолците. Той е обект на често поклонничество.
Понятието се използва най-вече в католическата църква и е свързано с култа към Иисус Христос и Дева Мария, както и със светци.
Санктуариумите са:
- със световна известност – когато се посещават от богомолци от целия свят;
- национални – когато святото място се посещава най-вече от богомолци от съответния народ;
- локални – когато святото място се почита от вярващи, живеещи в близост до него.

## Католицизъм
Най-посещаваните свети места от пилигримите-католици:
- свързани с култа към Иисус: Витлеем и Йерусалим в Израел
- свързани с култа към Дева Мария: Мексико сити (12 млн. души годишно), Лурд, Франция (6 млн.), Фатима, Португалия (5 млн.), Ясна гура в Ченстохова, Полша (4 млн.) и др.
- свързани с култа към светци: Асизи, Италия - св. Франциск и св. Клара; Падуа, Италия - св. Антоний и св. Тереза; Рим, Италия - св. Петър; Сантяго де Компостела, Испания – св. Яков и др.